# Kiss!Kiss!Kiss!
《Kiss!Kiss!Kiss!》(키스!키스!키스!)는 Buono!의 3번째 싱글이다. 2008년 5월 14일에 발매되었다. 유통사는 포니 캐년이다.

## 해설
- PV는 실제 있는 학교에서 촬영되었다.

## 수록곡
1. Kiss! Kiss! Kiss!
 (작사：이와사토 유호　작곡：이노우에 신지로　편곡：니시카와 스스무)
《캐릭캐릭 체인지》의 닫는 곡(2008년 4월~6월)
2. 모두 정말 좋아(みんなだいすき 민나다이스키[*])
 (작사：C.Piece　작곡：AKIRASTAR　편곡：아베 준)
《캐릭캐릭 체인지》의 여는 곡(2008년 4월~9월)
3. Kiss! Kiss! Kiss! (Instrumental)
4. 모두 정말 좋아(みんなだいすき) (Instrumental)